# Claus Jäger (Politiker, 1943)
Claus Ludwig Jäger (* 17. Oktober 1943 in Schaumburg) ist ein deutscher Politiker und Bremer Senator (FDP). Er war von 1991 bis 1995 Senator für Wirtschaft, Mittelstand und Technologie der Freien Hansestadt Bremen und von 1991 bis 1993 als Bürgermeister auch Stellvertretender Präsident des Senats. Von 1979 bis 1983 sowie von 1987 bis 1991 war er Mitglied der Bremischen Bürgerschaft.

## Biografie
Claus Jäger wuchs als Sohn eines Fischhändlers mit vier Geschwistern im nördlichen Bremer Ort Lesum auf. Sein älterer Bruder Wilko (1939–2023) war Lehrer und Schulleiter sowie Heimatkundler, Autor und Fotograf.

### Ausbildung und Beruf
Nach dem Abitur 1964 absolvierte Jäger einen zweijährigen Wehrdienst bei der Bundeswehr, den er als Reserveoffizier abschloss. Danach folgte ein Studium der Rechtswissenschaft in Berlin und Göttingen, das er 1971 mit dem ersten und 1974 mit dem zweiten juristischen Staatsexamen beendete. Seitdem ist er als Rechtsanwalt zugelassen. Von 1975 bis 1979 war er Geschäftsführer der FDP-Bürgerschaftsfraktion in Bremen. 1982 wurde er zum Notar bestellt.
Claus Jäger ist verheiratet und hat einen Sohn und eine Tochter.

### Partei
Seit 1969 ist Jäger Mitglied der FDP. 1975 wurde er für zwei Jahre Vorsitzender des FDP-Ortsverbandes Lesum. Von 1984 bis 1986 war er Vorsitzender der Parlamentarischen Arbeitsgemeinschaft der Bremer FDP. Von 1986 bis 1988 und von 1999 bis 2003 war er Bremer Landesvorsitzender seiner Partei. Dem FDP-Bundesvorstand gehörte er von 1986 bis 1988 und von 1999 bis 2005 an.

### Abgeordneter und Senator
Jäger war von 1975 bis 1979 Mitglied im Ortsbeirat Burg-Lesum. Von 1979 bis 1983 sowie von 1987 bis 1991 war er Mitglied der Bremischen Bürgerschaft und von 1987 bis 1991 auch Vorsitzender der FDP-Fraktion. 1989 war er Mitglied der Bundesversammlung, die Richard von Weizsäcker wieder zum Bundespräsidenten wählte.
Jäger wurde am 11. Dezember 1991 zum Senator für Wirtschaft, Mittelstand und Technologie der Freien Hansestadt Bremen gewählt. Von diesem Tag bis zum 2. November 1993 war er als Bürgermeister zugleich Stellvertretender Präsident des Senats. Wegen des Regierungswechsels nach der Bürgerschaftswahl 1995 schied Jäger aus der Bremer Landesregierung aus.

### Mitgliedschaften
Jäger ist Vorsitzender des Deutschen Schulschiffvereins, Vorsitzender des Jugendgemeinschaftswerk e. V. Bremen, stellvertretender Vorsitzender der Liberalen Gesellschaft von 1965 e.V und war 1996 Gründungsmitglied der Rudolf-Hengstenberg-Gesellschaft e. V.